# Coleraine (Minnesota)
Coleraine ist eine Kleinstadt (mit dem Status „City“) im Itasca County im US-amerikanischen Bundesstaat Minnesota. Das U.S. Census Bureau hat bei der Volkszählung 2020 eine Einwohnerzahl von 2.006 ermittelt.

## Geografie
Coleraine liegt im Norden von Minnesota auf 47°17′20″ nördlicher Breite und 93°25′40″ westlicher Länge. Die Stadt erstreckt sich über 43,10 km², die sich auf 41,78 km² Land- und 1,32 km² Wasserfläche verteilen.
Benachbarte Orte von Coleraine sind Bovey (an der östlichen Stadtgrenze), La Prairie (8,9 km südwestlich), Grand Rapids (10,6 km südwestlich) und Cohasset (18,36 km westlich).
Die nächstgelegenen größeren Städte sind Fargo in North Dakota (284 km westlich), Winnipeg in der kanadischen Provinz Manitoba (484 km nordwestlich), Duluth am Oberen See (130 km südöstlich) und Minneapolis (296 km südlich).
Die Grenze zu Kanada befindet sich 190 km nördlich.

## Verkehr
Von Südwesten nach Osten führt der U.S. Highway 169 als Hauptstraße durch Coleraine. Alle weiteren Straßen sind untergeordnete und teils unbefestigte Fahrwege sowie innerörtliche Verbindungsstraßen.
In West-Ost-Richtung verläuft eine Eisenbahnlinie der BNSF Railway durch das Stadtgebiet von Coleraine.
Mit dem Grand Rapids – Itasca County Airport befindet sich 12,2 km südwestlich ein Regionalflugplatz. Die nächsten Großflughäfen sind der Hector International Airport in Fargo (297 km westlich), der Winnipeg James Armstrong Richardson International Airport (493 km nordwestlich) und der Minneapolis-Saint Paul International Airport (325 km südlich).

## Demografische Daten
Nach der Volkszählung im Jahr 2010 lebten in Coleraine 1970 Menschen in 768 Haushalten. Die Bevölkerungsdichte betrug 47,2 Einwohner pro Quadratkilometer. In den 768 Haushalten lebten statistisch je 2,54 Personen.
Ethnisch betrachtet setzte sich die Bevölkerung zusammen aus 95,4 Prozent Weißen, 0,4 Prozent Afroamerikanern, 1,5 Prozent amerikanischen Ureinwohnern, 0,2 Prozent Asiaten sowie 0,2 Prozent aus anderen ethnischen Gruppen; 2,4 Prozent stammten von zwei oder mehr Ethnien ab. Unabhängig von der ethnischen Zugehörigkeit waren 1,4 Prozent der Bevölkerung spanischer oder lateinamerikanischer Abstammung.
25,8 Prozent der Bevölkerung waren unter 18 Jahre alt, 59,5 Prozent waren zwischen 18 und 64 und 14,7 Prozent waren 65 Jahre oder älter. 49,1 Prozent der Bevölkerung war weiblich.

Das mittlere jährliche Einkommen eines Haushalts lag bei 48.835 USD. Das Pro-Kopf-Einkommen betrug 22.190 USD. 8,6 Prozent der Einwohner lebten unterhalb der Armutsgrenze.

## Persönlichkeiten
Der ehemalige Eishockeyspieler Mike Antonovich war von November 2008 bis Dezember 2020 Bürgermeister der Kleinstadt.